# Građevinski i arhitektonski fakultet u Osijeku
Građevinski i arhitektonski fakultet u Osijeku visoko je učilište u sastavu Sveučilišta Josipa Jurja Strossmayera u Osijeku.

## Povijest
Početci studija građevinarstva u Osijeku sežu u 1967. godinu, kada je Visoka građevinska škola u Zagrebu osnovala svoj odjel u Osijeku. Iz tog odjela 1974. nastala je Viša tehnička građevinska škola, čijim je spajanjem sa Zavodom za materijale i konstrukcije u Osijeku, godine 1982. utemeljen Fakultet građevinskih znanosti. On je djelovao kao osnovna organizacija udruženog rada u sastavu Građevinskog instituta Zagreb do 1991. kada je postao samostalni fakultet. Od 7. veljače 1992. djeluje kao Građevinski fakultet. Od 27. veljače 2018. djeluje kao Građevinski i arhitektonski fakultet.

## Ustrojstvo
- Zavod za arhitekturu i urbanizam
  - Katedra za građevinske konstrukcije, projektiranje i tehničko crtanje
  - Katedra za strane jezike i kineziologiju
- Zavod za geotehniku, prometnice i geodeziju
  - Katedra za geotehniku
  - Katedra za prometnice i geodeziju
- Zavod za hidrotehniku i zaštitu okoliša
  - Laboratorij za hidrotehniku, geomehaniku i zaštitu okoliša
- Zavod za materijale i konstrukcije
  - Katedra za betonske konstrukcije
  - Katedra za zidane, drvene i metalne konstrukcije
  - Laboratorij za materijale i konstrukcije
- Zavod za organizaciju, tehnologiju i menadžment
  - Katedra za inženjersku ekonomiju i menadžment
  - Katedra za organizaciju i tehnologiju građenja
- Zavod za tehničku mehaniku
  - Katedra za tehničku mehaniku
  - Katedra za teoriju konstrukcija
  - Laboratorij za eksperimentalnu mehaniku

## Vanjske poveznice
- Službene stranice
- Građevinski i arhitektonski fakultet Osijek Hrvatska tehnička enciklopedija, portal hrvatske tehničke baštine. LZMK